# Пушкинский народный дом
Пушкинский народный дом — общественное учреждение в Вологде, функционировавшее в начале XX века. Изначально дом находился в распоряжении просветительного общества «Помощь», затем отошёл в государственную собственность.

## История

### Строительство и первые годы работы
Строительство вологодского Народного дома велось на общественные деньги — по подписке, по которой деньги вносили не только богатые вологжане, но и обычные жители города. Всего по подписке было собрано 10 тысяч рублей (вместе с субсидиями от земства), имперский Минфин ассигновал также 10 тысяч. Архитектором стал Г. И. Попов.
Идея создать Пушкинский народный дом в Вологде родилась в 1899 году, во время празднования 100-летия со дня рождения поэта. Строительство началось 5 мая 1903 года. Спустя полтора года, 10 октября 1904 года Пушкинский народный дом был открыт. Здание было построено в специально отведённом для Народного дома месте посреди Дворянского бульвара. В ходе открытия произошло освящение здания и торжественное заседание в присутствии многочисленных приглашенных и публики.
Перед зданием был установлен бюст А. С. Пушкина. Позднее был разрушен и не восстановлен. В советское время был заменен на бюст массового выпуска (ск. В. Н. Домогацкий). В 1985 году памятник был реставрирован и перенесён на нынешнее место (сквер ул. Пушкинской).
В здании проводилась большая культурно-просветительная работа: читались лекции, устраивались любительские спектакли, функционировала бесплатная библиотека.

### Революция 1905 года и погром
В 1905 году Пушкинский народный дом стал одним из центров политической агитации социал-демократов. В здании велась продажа политической литературы. С осени 1905 года в здании устраивались политические митинги. На митингах несколько раз выступал Т. Н. Шаламов. Во время революции 1905 года в Вологде были созданы боевые дружины (милиция) и находился склад патронов Вологодской городской милиции.
1 мая 1906 года черносотенцы устроили погром в здании, уничтожив сценическое оборудование, декорации, музыкальные инструменты, более 10 тысяч книг в библиотеке. После погрома в больницу было доставлено двое убитых и более пятидесяти раненых. В 1908 году состоялся суд над виновными, закончившийся помилованием всех привлеченных по делу, так как было признано, что они «действовали из чувства глубокого патриотизма».
Погром В. И. Ленин в своих статьях расценивал как важное событие в истории классовой борьбы в России. В частности, Ленин обвинял полицию в организации погрома. В то же время, В. Т. Шаламов упоминает, что «Вологда — город „черной сотни“, где бывали еврейские погромы».
В результате погрома и последующего пожара здание сгорело полностью; от него остались только стены.

### Использование здания после погрома

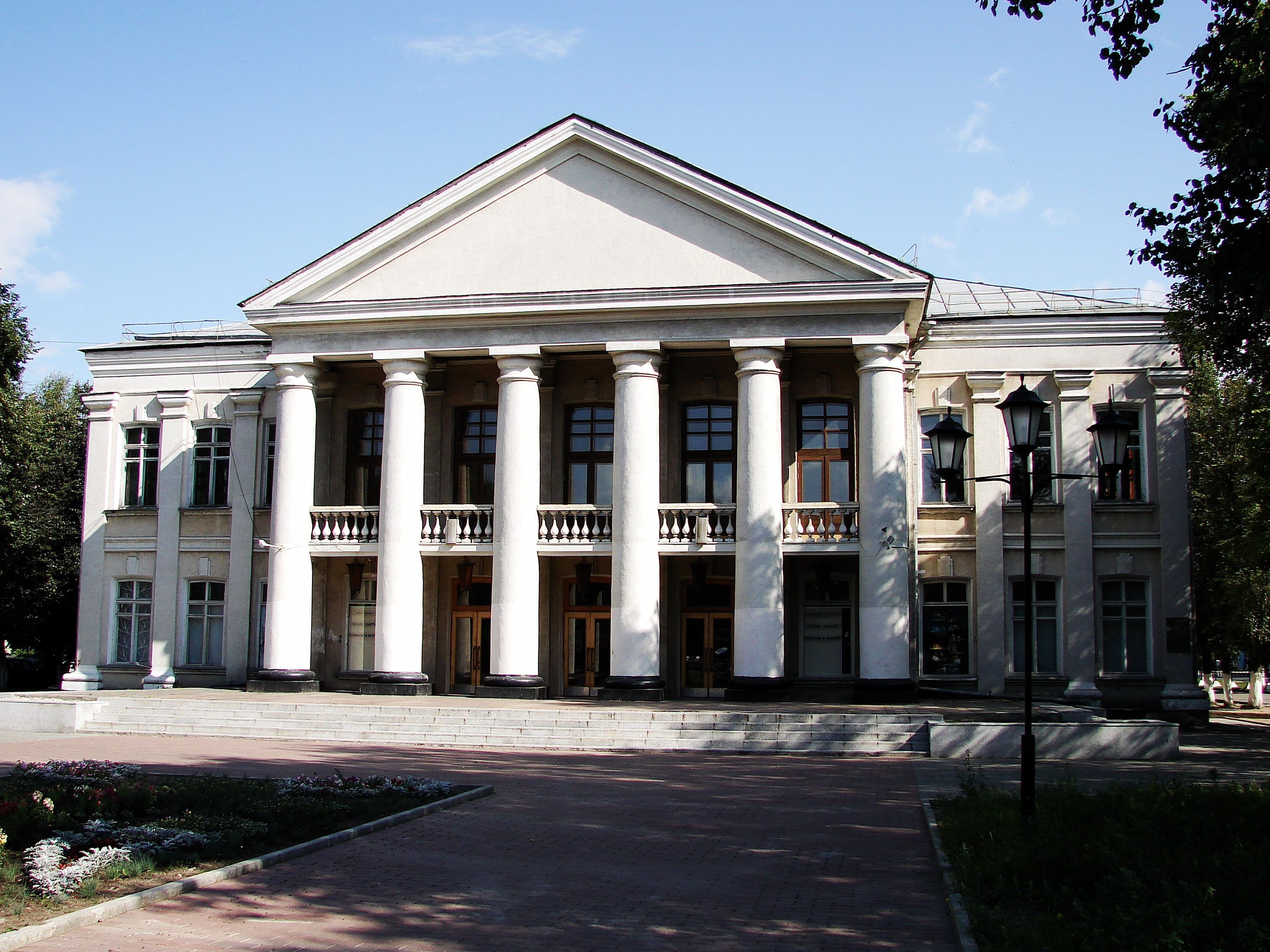
Здание в 2009 году

Здание было восстановлено только после Октябрьской революции. 7 ноября 1918 состоялось его открытие после ремонтных работ. После этого он получил название Дома революции. В здании проходили губернские съезды советов и партийные конференции. В 1920 году с здании выступал М. И. Калинин. В 1933 году здание было передано Драмтеатру. Сейчас в здании расположен вологодский ТЮЗ.